# Girkê Legê
Girkê Legê (en árabe: المعبدة‎, Al-Muabbada) es una ciudad del Kurdistán occidental en Rojava, en Siria. Según la Oficina Central de Estadística de Siria, Girkê Legê contaba 15 759 habitantes en el censo de 2004. La ciudad está a 35 kilómetros de la frontera iraquí y a 15 kilómetros de la frontera turca. En 2004, Girkê Legê era la octava ciudad más grande de la Gobernación de Hasaka. La mayoría de los habitantes de la ciudad son kurdos con una gran minoría árabe
El 24 de julio de 2012, el Partido de la Unión Democrática (Siria) (PYD) anunció que las Fuerzas Democráticas Sirias se retiraban de Girkê Legê. Las fuerzas de las Unidades de Protección Popular tomaron luego el control de todas las instituciones gubernamentales y la ciudad pasó a estar totalmente bajo el control del PYD.

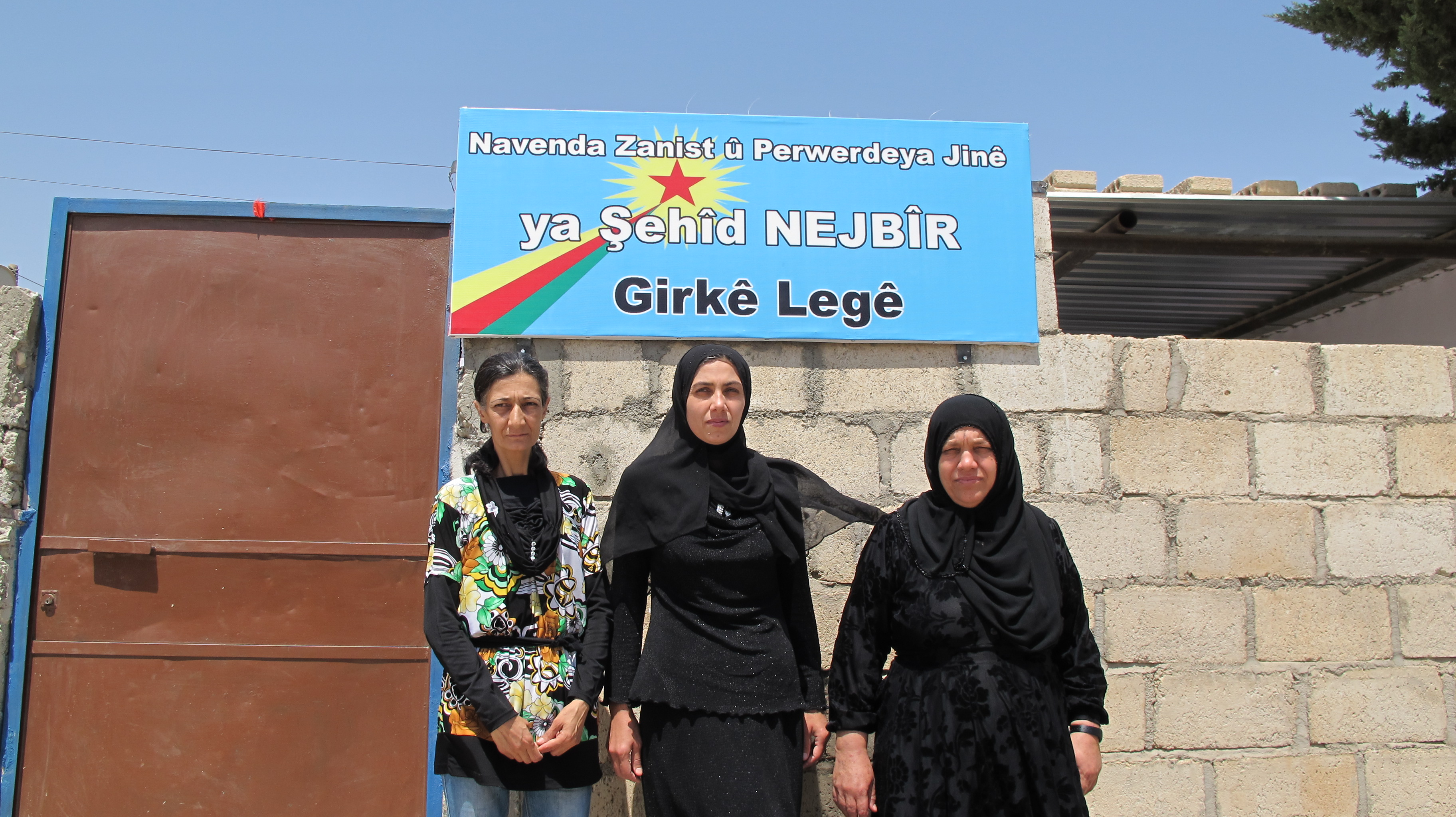
Voluntarias Kurdas posan en la entrada del centro de mujeres de Girke Lege.